# Королівський гамбіт. Роман про стійкість Енергодара
Королівський гамбіт. Роман про стійкість Енергодара — книга українського філософа, письменника, публіциста Петра Кралюка про розвиток події навколо окупації міста Енергодара. Книга була видана у співавторстві з Олександром Красовицьким, якому належить ідея написання книги. Ця книга, це художній твір, який написаний на документальних матеріалах, свідченням очевидців та учасників подій окупації Запорізької АЕС.

## Опис
На основі документальних матеріалів та свідчень людей, автори описали картину подій, що відбувалась в Енергодарі в перший рік окупації. У творі описуються події, які відбувалися в Енергодарі: мирні протести, спротив енергодарців, захоплення Енергодара та ЗАЕС, перші дні окупації, обстріли міста окупантами, перші відвідини МАГАТЕ, тортури та полон працівників ЗАЕС.

## Історія написання
Книга є чи не єдиним свідченням історії окупації найбільшої АЕС Європи та спротив, який чинили енергодарці, які не сприйняли ворожу владу та не хотіли покидати місто, про перший мітинг біля пам'ятника Тарасові Шевченку. Книга являє собою сімейну історію, що представляє події в сім'ї на фоні політичних подій та подій у місті. В книзі також згадується про провокацію росіян проти місії МАГАТЕ, про те російські блокпости викидали ліки: інсулін для мешканців міста.

## Переклад іншими мовами
Книга Петра Кралюка та Олександра Красовицького вийшла англійською мовою:The King’s Gambit. A Novel about the Resilience of Energodar.